# ランカスター郡 (バージニア州)
ランカスター郡（英: Lancaster County）は、アメリカ合衆国バージニア州の東部、ノーザンネックの先端に位置する郡である。2010年国勢調査での人口は11,391人であり、2000年の11,567人から1.5%減少した。郡庁所在地は未編入の町のランカスターであり、同郡で人口最大の町はキルマーノック町（人口1,487人）である。ラッパハノック川の河口近くに位置している。アメリカ合衆国からアメリカブドウ生産地域として認められたノーザンネック・ジョージ・ワシントン生誕地ワイン生産地域に属している。ノーザンネックでは人口密度の高い郡である。

## 歴史
ランカスター郡は1651年にノーサンバーランド郡とヨーク郡の一部を合わせて設立された。現在公開されている歴史的な場所として、メアリー・ボール・ワシントン博物館と図書館、ベルアイル州立公園、および18世紀のクライストチャーチがある。

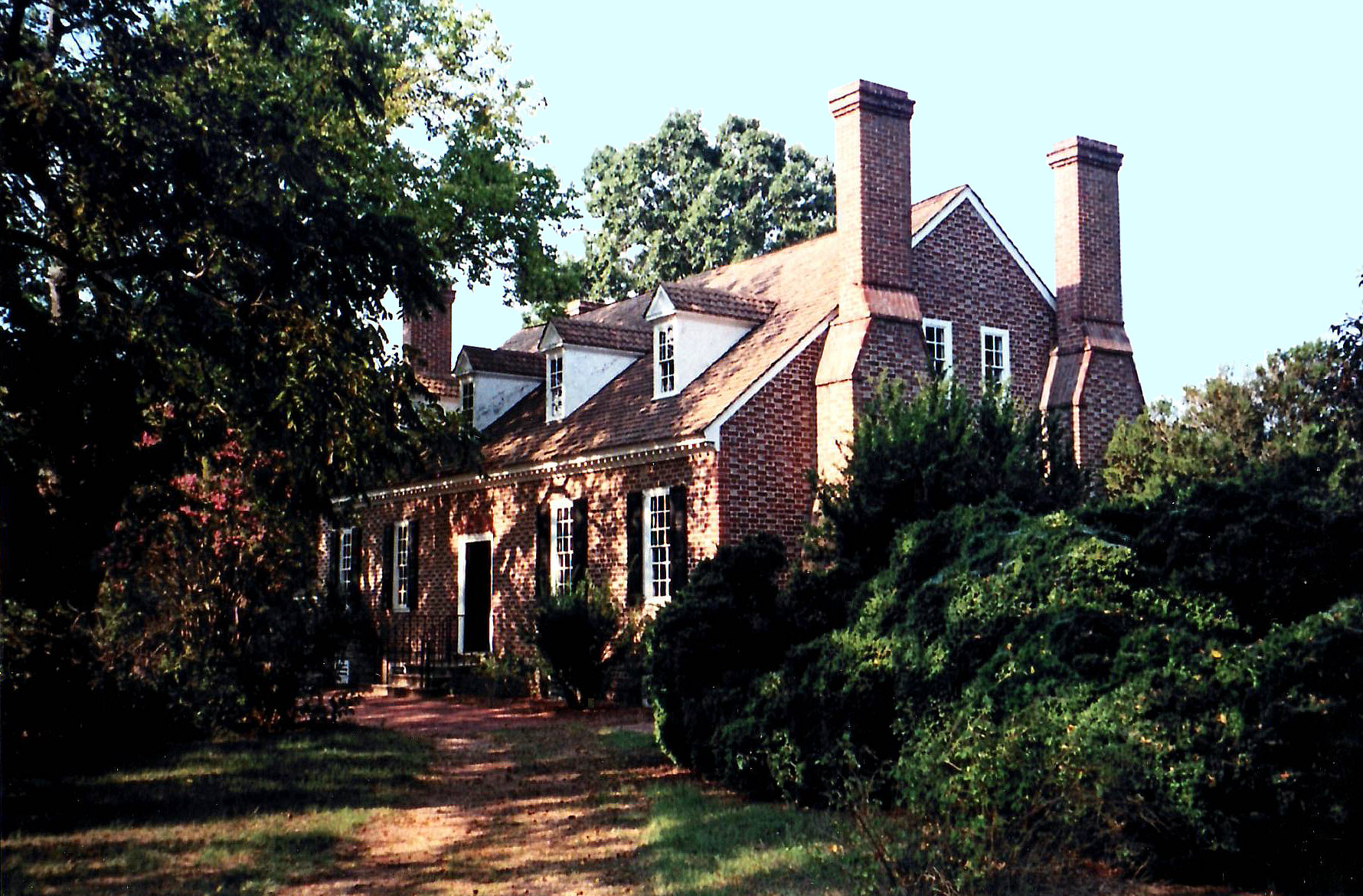
ジョージ・ワシントンの生家

## 地理
アメリカ合衆国国勢調査局に拠れば、郡域全面積は231平方マイル (598.3 km2)であり、このうち陸地133平方マイル (344.5 km2)、水域は98平方マイル (253.8 km2)で水域率は42.45%である。

### 隣接する郡
- リッチモンド郡 - 北西
- ノーサンバーランド郡 - 北
- ミドルセックス郡 - 南、南西

## 人口動態
以下は2000年国勢調査による人口統計データである。
| 基礎データ - 人口: 11,567人 - 世帯数: 5,004 世帯 - 家族数: 3,412 家族 - 人口密度: 34人/km2（87人/mi2） - 住居数: 6,498軒 - 住居密度: 19軒/km2（49軒/mi2） 人種別人口構成 - 白人: 69.95% - アフリカン・アメリカン: 28.88% - ネイティブ・アメリカン: 0.14% - アジア人: 0.34% - 太平洋諸島系: 0.06% - その他の人種: 0.10% - 混血: 0.54% - ヒスパニック・ラテン系: 0.61% 年齢別人口構成 - 18歳未満: 19.0% - 18-24歳: 5.0% - 25-44歳: 19.6% - 45-64歳: 28.0% - 65歳以上: 28.5% - 年齢の中央値: 50歳 - 性比（女性100人あたり男性の人口） - 総人口: 86.8 - 18歳以上: 81.5 | 世帯と家族（対世帯数） - 18歳未満の子供がいる: 21.2% - 結婚・同居している夫婦: 54.7% - 未婚・離婚・死別女性が世帯主: 11.1% - 非家族世帯: 31.8% - 単身世帯: 28.7% - 65歳以上の老人1人暮らし: 16.8% - 平均構成人数 - 世帯: 2.23人 - 家族: 2.71人 収入と家計 - 収入の中央値 - 世帯: 33,239米ドル - 家族: 42,957米ドル - 性別 - 男性: 30,592米ドル - 女性: 23,039米ドル - 人口1人あたり収入: 24,663米ドル - 貧困線以下 - 対人口: 12.5% - 対家族数: 9.9% - 18歳未満: 18.0% - 65歳以上: 11.2% |

## 町
- アービントン
- キルマーノック
- ホワイトストーン

### 未編入の町
- ランカスター - 郡庁所在地
- モラティコ
- ウィームズ
- ライブリー
- オットーマン
- メリーポイント
- リトウォルトン
- モラスク

## 見どころ
キルマーノックにラッパハノック総合病院がある。ノーザンネックでは唯一の病院である。ランカスター郡には1669年に設立された歴史ある教会のセントメアリーズ・ホワイトチャペルがある。ジョージ・ワシントンの母、メアリー・ボール・ワシントンがセントメアリーズ教区で生まれた。
その他の見どころとして次のものがある。
- キング・カーター・ゴルフコース
- ゴールデン・イーグル・ゴルフコース
- タータン・ゴルフクラブ

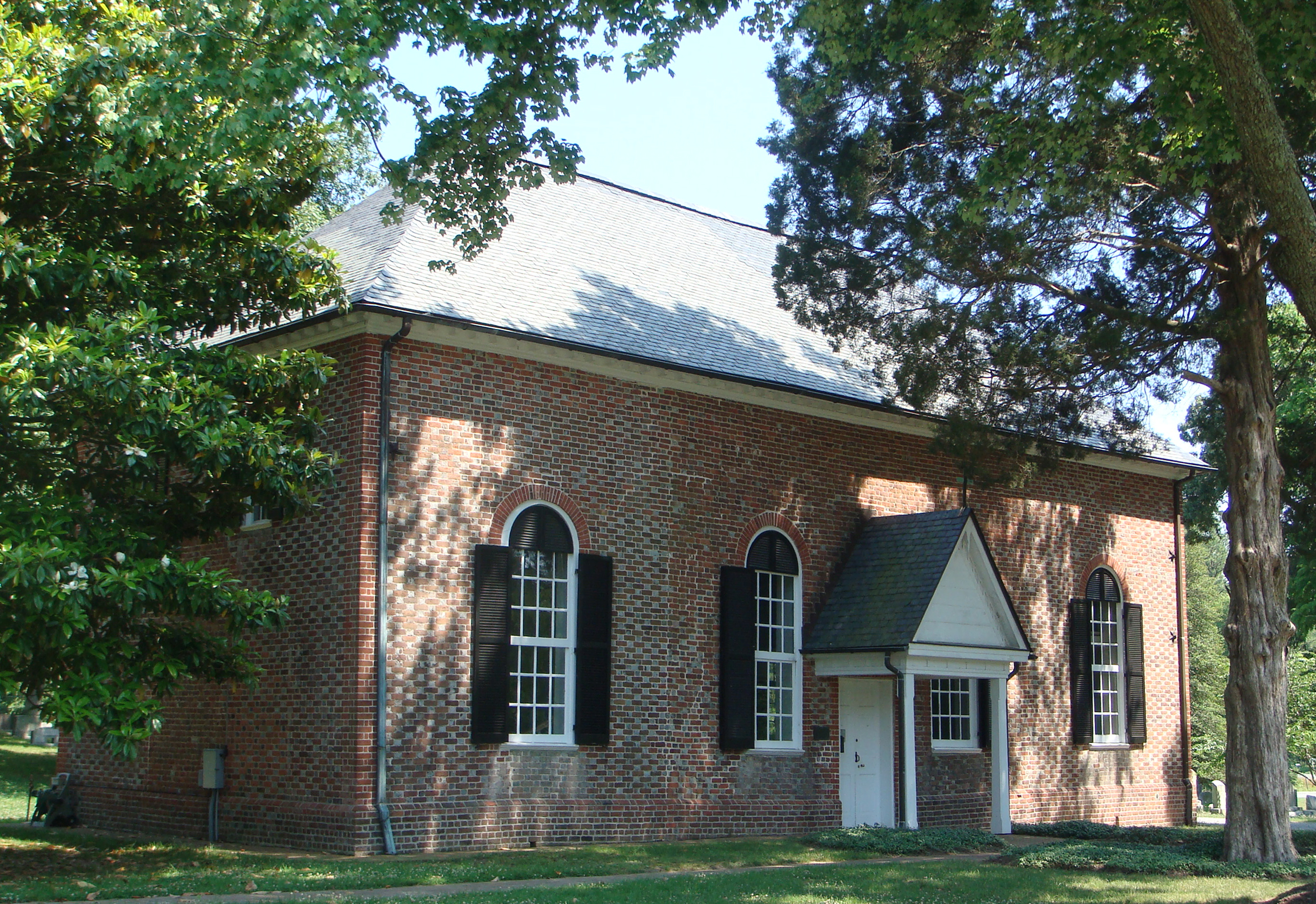
歴史ある教会のセントメアリーズ・ホワイトチャペル、セントメアリーズ教区はジョージ・ワシントンの母、メアリー・ボール・ワシントンが生まれた所である

- インディアン・クリーク・ヨット & カントリークラブ
- タイズ・イン・リゾートホテル
- ウィンドミル・ポイント・リゾート & マリーナ
- ホワイトストーン・ビーチ
- モスキート・ポイント・ビーチ
- ウィンドミル・ポイント・ビーチ
- チェサピーク・ボート・ベイスン・マリーナ
- ベルアイル州立公園
- チルトン・ウッズ州有林
- ウィームズ空港
- カーターズ・コーブ・マリーナ[4]
- ケラム・シーフード・インダストリー
- ラッパハノック川ヨットクラブ
- アービントン・マリーナ
- CAT造船所
- ティファニーズ・ヨット
- ウィームズ養牡蠣場